# Matmata
Matmata este un oraș în Tunisia, situat în partea de sud a țării. Este compus din "Matmata-Veche" (zona "troglodiților", a locuitorilor cavernelor subpământene) și "Matmata-Nouă" (zona noilor locuințe supraterane).
Regizorul american George Lucas a filmat aici primul film din trilogia „Star Wars”.

### Galerie de imagini

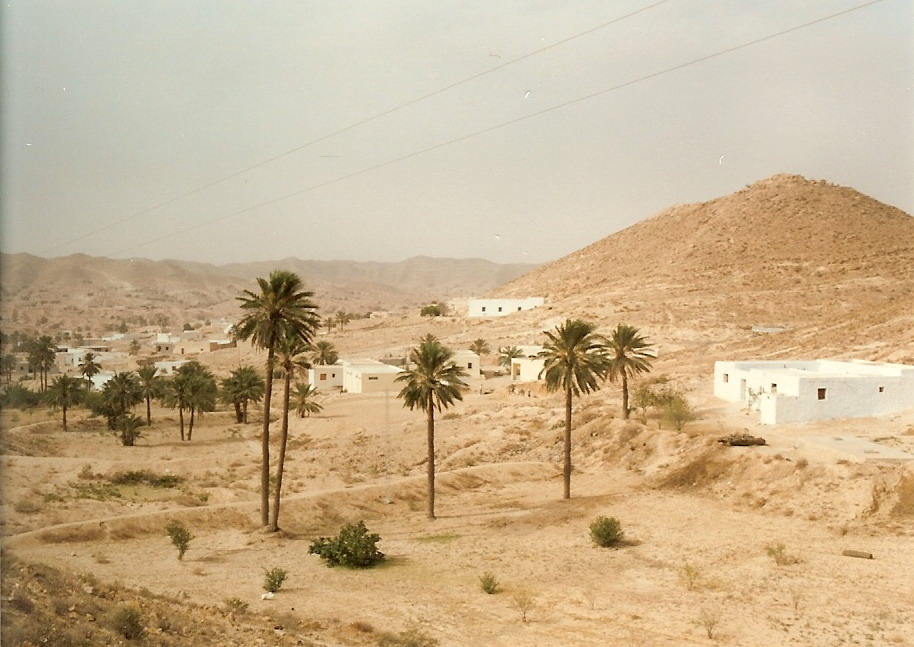
Matmata Nouă
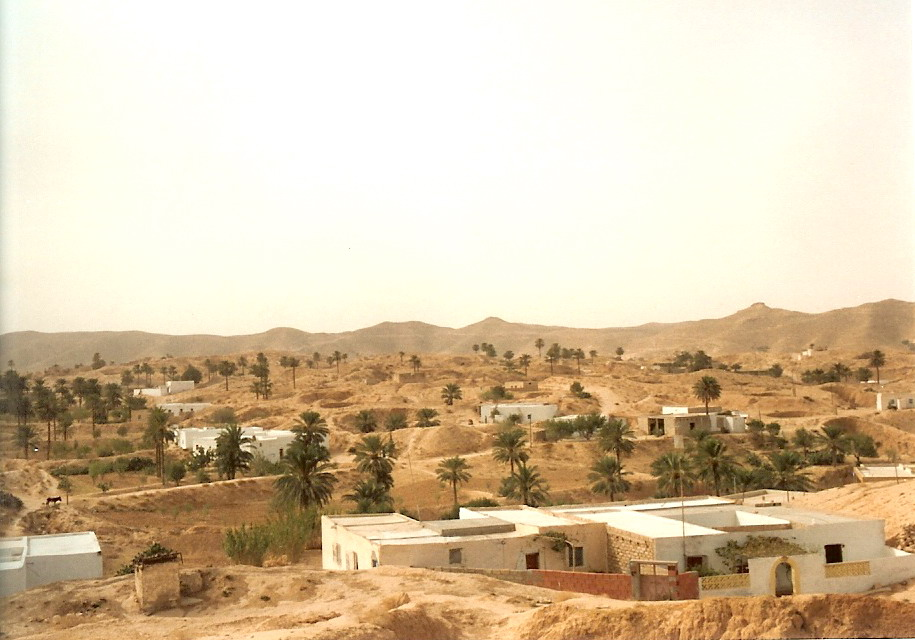
Matmata Nouă
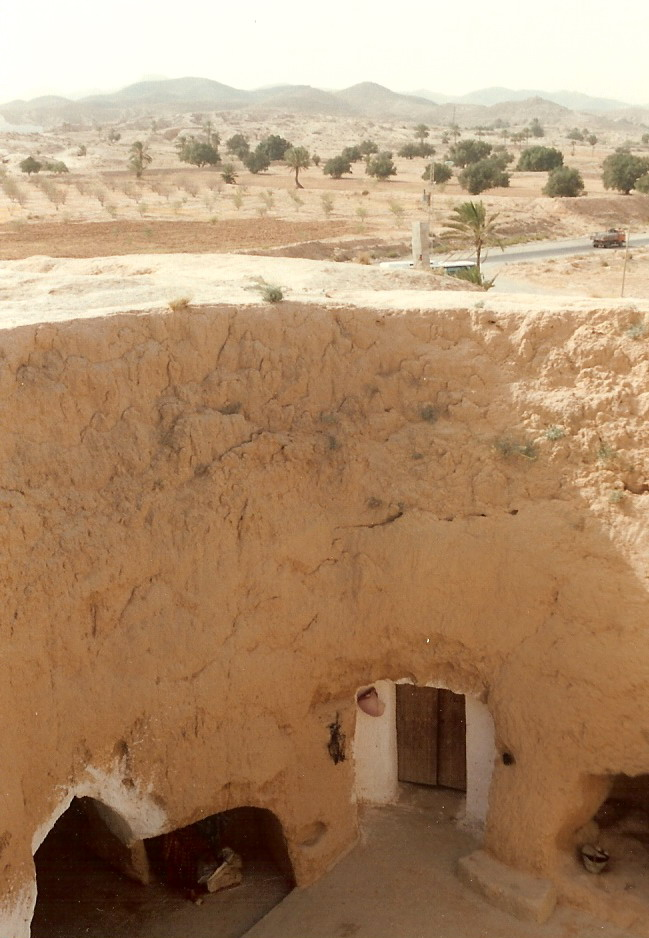
Matmata Veche (locuinţe subterane ale troglodiţilor)
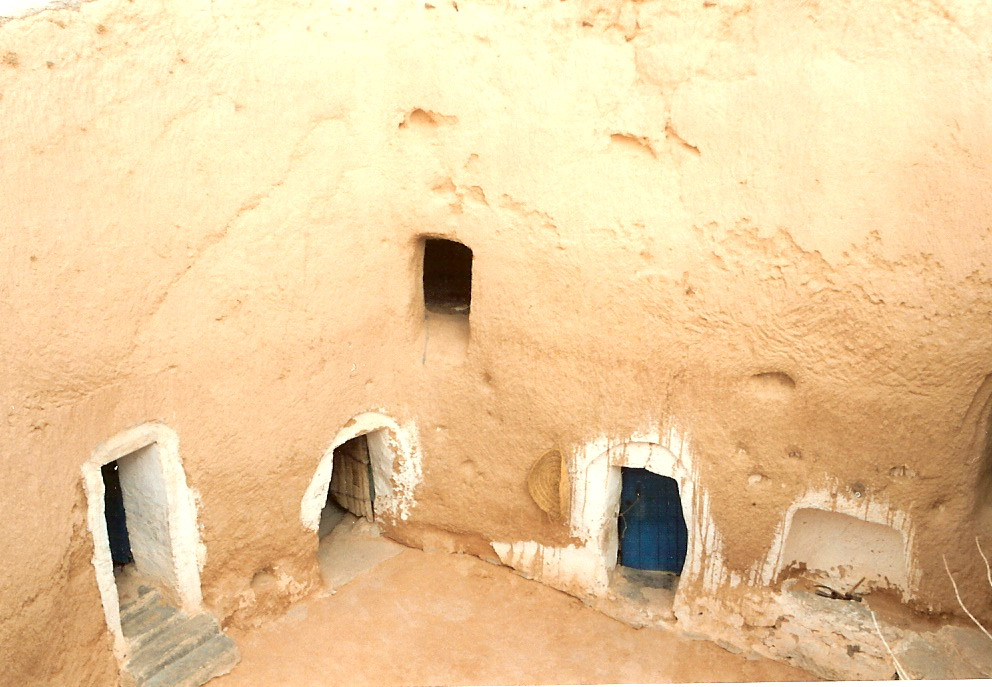
Matmata Veche (locuinţe subterane ale troglodiţilor)